# 19551 Peterborden
19551 Peterborden è un asteroide della fascia principale. Scoperto nel 1999, presenta un'orbita caratterizzata da un semiasse maggiore pari a 2,2603442 UA e da un'eccentricità di 0,1938143, inclinata di 7,04666° rispetto all'eclittica.